# 本居内遠
本居 内遠（もとおり うちとお、寛政4年2月23日（1792年3月15日） - 安政2年10月4日（1855年11月13日））は、尾張国名古屋の俳人・国学者。本姓は浜田、実名は孝国、高国、秋津。通称は鎌次郎、久次郎、安次郎、弥四郎。号に木綿垣、榛園。狂歌の号は時曳速躬。子に本居豊穎（国学者）、荒巻利蔭（歌人・音楽家）、徳田正稔（陸軍大佐）がいる。

## 人物
尾張国名古屋城下本町の書店万巻堂菱屋久八郎の子として生まれる。幼少より俳諧・狂歌に親しむ。15歳のときに本居宣長の著作に触れ、18歳で植松有信の『源氏物語』講読を聞き、24歳で鈴木朖の『古事記』講義を聞く。27歳で市岡猛彦に入門、その翌年に江戸に遊学して清水浜臣や石川雅望と親交を持つ。文政3年（1820年）に宣長の養子・本居大平の門を叩いた。天保2年（1831年）には大平の養子となり、大平の娘である藤子を妻に迎えた。紀州藩主徳川斉順に仕え、藩命により『紀伊続風土記』『新撰紀伊国名所和歌集』を編纂した。嘉永4年（1851年）より藩の神道学問所で講義を行い、安政元年（1854年）に江戸の藩校古学館の教授となったが、翌安政2年（1855年）に赤坂の藩邸で死去した。
後奈良天皇が遺したなぞなぞ集『後奈良院御撰何曾』に挑戦し、その解答集である『後奈良院御撰何曾之解』を出版したが、江戸時代の日本人の発音が戦国時代から変わっていることに気が付かず、問答の1つ「母には二たびあひたれども、父には一度もあはず（母とは二度会うが、父とは一度も会わないものは？）」の答えが『くちびる（ハ行全段を、現代語のファ行の子音にあたる ɸ（ポルトガル語や英語などの f とは異なる音）で発音していたため）』である意味を、「母は『歯々』、父は『乳』の意味で、自分の歯に上下唇を2回当てることはできるが、自分の唇で自分の乳を吸うことはできないから」という間違った回答の解釈をしている。